# Chlebna
Chlebna – wieś w Polsce położona w województwie podkarpackim, w powiecie krośnieńskim, w gminie Jedlicze.

## Części wsi
| SIMC    | Nazwa     | Rodzaj    |
| ------- | --------- | --------- |
| 0353371 | Krzaki    | część wsi |
| 0353388 | Resztówka | część wsi |
| 0353394 | Wądoły    | część wsi |

## Opis
Chlebna jest wsią na pograniczu powiatu krośnieńskiego i jasielskiego. Graniczy z Potakówką, Jedliczem, Porębami, Piotrówką, Wrocanką, Żarnowcem i Długiem.
Miejscowość obecnie liczy około 700 mieszkańców. Przez Chlebną przepływa górska rzeka Chlebianka będącą lewobrzeżnym dopływem Jasiołki. Na zachód od wsi ciągnie się nieduży pas lasu z wzniesieniem 340 m n.p.m.
Działa tu kilka zakładów pracy m.in. zakład mechaniki pojazdowej, zakład krawiecki czy jedno z ostatnich w gminie Jedlicze Kółko Rolnicze. We wsi działa klub piłkarski LKS Chlebianka.

## Historia
Osada założona została w XIV wieku, w okresie pierwszej fazy osadnictwa na prawie magdeburskim, chociaż można dostrzec tu także elementy lokacji na prawie chełmińskim. Mimo to odkrycia archeologiczne stwierdzają, że już znacznie wcześniej istniały tu formy osadnictwa. Z pierwszych, dostępnych wiadomości pisanych, pochodzących z 1388 roku wiadomo, że stanowiła własność dziedzica Żarnowca Piotra Płazy.
W XV wieku miejscowi kmiecie posiadali prawo wolnego wyrębu drewna w lasach należących do Dobieszyna i Turaszówki. W drugiej połowie XV stulecia miejscowość stanowiła już współwłasność kilku rodzin szlacheckich.
Obok Żarnowskich byli to Mleczkowie i Przecław ze Strzałkowa oraz Chrząstowie, posiadający w swoich rękach sołectwo. Z czasem wieś musiała znów znaleźć się w całości w jednych rękach, gdyż w 1581 roku jako jedyny dziedzic występuje Jan Giebułtowski. We wsi gospodarowało wówczas czterech kmieci, czterech zagrodników bez ról, jeden komornik z bydłem i sześciu bez bydła.
We wsi znajdowały się trzy warsztaty rzemieślnicze. Giebułtowski posiadał też folwark, w skład którego wchodziły role dawnych współwłaścicieli i wykupionego sołectwa.
Chlebnej podobnie jak i całej okolicy nie ominęły wojny i najazdy, jakie spadły na te ziemie w XVII i XVIII stuleciu. W XVIII wieku Chlebna wchodziła do klucza dóbr Kuropatnickich, a w następnym wieku stanowiła wraz z Jedliczem dobra Stojowskich. Rodzinę tę cechował duży patriotyzm. Pozytywnymi postaciami byli Adam Stojowski, działacz w okresie wiosny ludów i jego syn Jordan, związany z przemysłem naftowym w okolicy.
Na początku XX wieku miejscowość liczyła 300 mieszkańców. Była wówczas podobnie jak Jedlicze w rękach Stawiarskich. W okresie utworzenia gminy zbiorowej Jedlicze, w 1934 roku, miejscowość zamieszkiwało 390 mieszkańców, w tym dwie rodziny żydowskie. W okresie istnienia gromadzkich rad narodowych od 1955 do 1972 roku Chlebna była siedzibą władz gromady w skład której wchodziły: Piotrówka, Podniebyle i Poręby.
W latach 1954–1961 wieś należała i była siedzibą władz gromady Chlebna, po jej zniesieniu w gromadzie Żarnowiec. W latach 1975–1998 miejscowość administracyjnie należała do województwa krośnieńskiego.